# غلامحسین تکفلی
غلامحسین تکفلی (زادهٔ ۱۳۳۸ در فردوس) نمایندهٔ حوزهٔ انتخابیهٔ مشهد در دورهٔ ششم مجلس شورای اسلامی بوده‌است.